# Liste des Premiers ministres du Groenland
Le Premier ministre du Groenland (en groenlandais : Naalakkersuisut siulittaasuat ; en danois : Landsstyreformand) est le chef du gouvernement du Groenland, pays constitutif du Danemark. Il s'agit en règle générale du chef du parti majoritaire au Inatsisartut (parlement) de ce territoire autonome depuis 1979. Il dirige le Naalakkersuisut (pourvoir exécutif), dont les membres sont confirmés par le Parlement.

## Histoire
Le poste de Premier ministre est créé en 1979, lorsque le Groenland obtient son autonomie territoriale vis-à-vis de la métropole danoise en tant que pays constitutif dans le cadre de l'Unité du Royaume. Cette autonomie a été votée par le Parlement danois et approuvée par la population groenlandaise par référendum. Le premier détenteur de ce poste est Jonathan Motzfeldt, qui milite en faveur de l'autonomie de l'île depuis les années 1950.
Ce poste a presque toujours été occupé par le chef du parti social-démocrate Siumut, à l'exception de la période 2009-2013, durant laquelle le Premier ministre est Kuupik Kleist, leader du parti d'extrême gauche Inuit Ataqatigiit, et à nouveau depuis avril 2021. La première femme à occuper ce poste est Aleqa Hammond, qui succède à Kleist en 2013. Un scandale financier la contraint à la démission l'année suivante, mais Siumut remporte une courte victoire aux élections anticipées qui suivent.

## Liste des titulaires
| No  | Portrait              | Titulaire (Naissance-mort)         | Élection            | Mandat            | Mandat            | Mandat                      | Parti politique | Parti politique   | Remarques |
| No  | Portrait              | Titulaire (Naissance-mort)         | Élection            | Début             | Fin               | Durée                       | Parti politique | Parti politique   | Remarques |
| --- | --------------------- | ---------------------------------- | ------------------- | ----------------- | ----------------- | --------------------------- | --------------- | ----------------- | --- |
| 1   | Jonathan Motzfeldt    | Jonathan Motzfeldt (1938-2010)     | 1979 1983 1984 1987 | 1er mai 1979      | 18 mars 1991      | 11 ans, 10 mois et 17 jours |                 | Siumut            | Démissionne après les élections de 1991 en raison d'un problème d'alcoolisme.                                        |
| 2   | Lars Emil Johansen    | Lars Emil Johansen (né en 1946)    | 1991 1995           | 18 mars 1991      | 19 septembre 1997 | 6 ans, 6 mois et 1 jour     |                 | Siumut            | |
| (1) | Jonathan Motzfeldt    | Jonathan Motzfeldt (1938-2010)     | 1999                | 19 septembre 1997 | 14 décembre 2002  | 5 ans, 2 mois et 25 jours   |                 | Siumut            | |
| 3   | Hans Enoksen          | Hans Enoksen (né en 1956)          | 2002 2005           | 14 décembre 2002  | 12 juin 2009      | 6 ans, 5 mois et 29 jours   |                 | Siumut            | |
| 4   | Kuupik Kleist         | Kuupik Kleist (né en 1958)         | 2009                | 12 juin 2009      | 5 avril 2013      | 3 ans, 9 mois et 24 jours   |                 | Inuit Ataqatigiit | |
| 5   | Aleqa Hammond         | Aleqa Hammond (né en 1965)         | 2013                | 5 avril 2013      | 30 septembre 2014 | 1 an, 5 mois et 25 jours    |                 | Siumut            | Suspendue par le Parlement en raison de son implication dans un scandale financier.                                  |
| 6   | Kim Kielsen           | Kim Kielsen (né en 1966)           | 2014 2018           | 30 septembre 2014 | 23 avril 2021     | 6 ans, 6 mois et 24 jours   |                 | Siumut            | Assure l'intérim jusqu'au 12 décembre 2014, puis devient pleinement Premier ministre après les élections anticipées. |
| 7   | Múte Bourup Egede     | Múte Bourup Egede (né en 1987)     | 2021                | 23 avril 2021     | 28 mars 2025      | 3 ans, 11 mois et 5 jours   |                 | Inuit Ataqatigiit | |
| 8   | Jens Frederik Nielsen | Jens Frederik Nielsen (né en 1991) | 2025                | 28 mars 2025      | en fonction       | 2 mois et 17 jours          |                 | Les Démocrates    | |